# Помаре III
Помаре ІІІ (1820 — 8 січня 1827) —король Таїті, з династії Помаре. Правив 1821—1827 роках. Другий син Помаре II та Теремоемое.

## Життєпис
Помаре ІІІ народився 25 червня 1820 року, під іменем Тері-ітарі-а, в містечку Папаоа (округ Аруе) на острові Таїті. Хрещений 10 вересня 1820а. Після смерті батька, Помаре II, зійшов на престол 7 грудня 1821 року. 
Був коронований 21 квітня 1824 року. Британські місіонери вирішили, що Помаре має бути коронованим, хоча таїтянська традиція вимагала носити священний пояс і не передбачала використання корони. Коронація була організована британським місіонером Генрі Ноттом і включала процесію таїтянських суддів та інших високопоставлених осіб, а також британських місіонерів, які супроводжували малолітнього короля, який сидів у критому кріслі, до спеціально побудованій кам’яній платформі. Тут він сидів за столом із короною, Біблією та книгою законів Таїті. Містер Дейвіс, старший місіонер, виступив від його імені, підтверджуючи, що він погоджується правити зі справедливістю та милосердям, згідно із законом і словом Божим. Після цього одягли корону на його голову.
Помаре III правил під регентством до своєї смерті від дизентерії 8 січня 1827 року. Практично під час його правління при владі перебували християнські місіонери. Поки Помаре ІІІ був королем, місіонери просували власну програму від його імені, наприклад, попросивши його написати Георгу IV з проханням про британський захист. Він правив під регентством своєї матері, королеви Тері-іто-отераї Теремоемое, своєї тітки та мачухи Тері-ітарі-а Аріпаевахіне та п'яти головних вождів Таїті через свій малий вік.
Освіта Помаре III отримував в Академії Південного моря, Папетоаї, Муреа.
Після смерті Помаре ІІІ престол успадкувала його сестра, Помаре IV (правила з 1827 по 1877 роки).